# OFF the game
OFF (также, более конкретизированное название OFF the game) — бельгийская игра на французском языке, выпущенная в 2008 году Martin Georis («Mortis Ghost») и его командой, Unproductive Fun Time. Была переведена фан-сообществом на английский, русский и испанский, версии игры на этих языках опубликованы на официальном сайте. Игра начинается с таинственного существа известного как «the Batter» (Баттер), о котором говорится лишь то, что он призван закончить свою «важную миссию». Баттер путешествует по четырём Зонам в мире, открывая игроку всё больше секретов игры.
В игре игрок называется Кукловодом и «работает» совместно с некой гуманоидной сущностью под именем «the Batter», помогая ему завершить свою священную миссию: очистить мир игры OFF.

## Игровой процесс
Игровой процесс игры OFF довольно стандартен для RPG-игр, содержащий все основные моменты, такие как повышение уровня персонажа, присоединение новых союзников в игровую «партию». Всё также, геймплей фокусируется на повышении таких игровых навыков, как атака и защита. Единственное существенное отличие заключается в том, что «особые способности» здесь названы «умениями». Боевая система также имеет немного необычную систему элементов, в том смысле, что названия этих элементов не очень обычные. Каждая атака свойственна своей составляющей мира, а некоторые компоненты сильнее других. Всего этих элементов пять: дым, металл, пластик, мясо и сахар.
Каждая область игры, называемая Зонами, полностью отделена друг от друга, и для прохождения требуется конкретная карта Зодиака, которую можно отыскать у стража каждой из Зон.
В игре также можно найти множество головоломок, например, головоломка, которая подразумевает под собой взаимодействие с блоками в определённом порядке, обманывая охранника, говоря, что дружишь с его боссом, чтобы пройти, и использовать переключатели, избегая столкновений с вражескими спектрами во многих Зонах. Каждая Зона также добавляет свою собственную уникальную игровую механику и имеет обычно какой-то определённый вид головоломок. Иногда, как например в Зоне 0, даже имея просто один вид головоломки, такую, как пазл с блоками.
В некоторых частях игра содержит нецензурную лексику.

## Сюжет
В OFF, Баттер путешествует через многие Зоны игрового мира и пытается очистить их. В игре всего пять зон, если считать Комнату (The Room), как Зону:
- Зона 0: Область, содержащая ярко-жёлтый остров, где живёт говорящий кот по имени Судья (the Judge), который помогает Кукловоду (игроку) узнать основы.
- Зона 1: Игрок переходит в Зону 1, где они едут в поезде к дымовым шахтам. Здесь они находят Альфу, первый Аддон, который сопровождает Баттера в его миссии и сражается вместе с ним во время очищения спектров. Проходя через шахты, игрок попадает к фермам, а затем в офисное здание, где они сталкиваются с Деданом, хранителем Зоны 1, которого Баттер принимает за врага, несмотря на то, что его убеждали в обратном. Затем игрок отправляется в Алму, где находится главный офис Дедана, чтобы очистить его.
- Зона 2: Переходя к Зоне 2, игрок исследует библиотеку и встречает Джафета, хранителя Зоны 2. Ему удаётся сбежать от Баттера, прежде чем он заканчивает его очищение, поэтому игрок идёт по порядку: сначала в торговый центр, затем в парк развлечений и наконец, в жилой район. После всего этого, Баттер встречается с Джафетом на крыше библиотеки и очищает его.
- Зона 3: Переходя к Зоне 3, игрок проходит вокруг фабрики. Вопреки поведению, которое Эльсены (мирные граждане Зон) показали в предыдущих Зонах, они не считают спектров угрозой. Игрок видит историю создания сахара, вызывающего сильное привыкание элемента и его значение для работников Зоны. Затем, Баттер и игрок сталкиваются с Иноком, директором завода и начальником Зоны 3. Однако, как и предсказывал Инок, битва проиграна, и Кукловод вынужден отступить. Есть возможность впоследствии встретить Инока снова и на этот раз будет возможным победить его.
- Комната: После победы над Иноком, игрок получает доступ к Комнате, которая значительно отличается от всего, что он увидел до сих пор. Это тёмное, теневое и сонное царство, в котором Вы не сталкиваетесь с врагами, за исключением Королевы (the Queen), финального босса игры. В течение того времени, пока игрок будет блуждать по Комнате, Баттер вместе с ним будет решать различные головоломки, столкнётся с небольшой аркадой и вновь увидит хранителей трёх зон, которые кажутся вполне дружелюбными и не могут быть атакованы.

После победы над Королевой (the Queen), Вы столкнетесь с Хьюго (Hugo), ребёнком, которого придётся убить. После убийства Хьюго, игрок найдет небольшую, пустую комнату с переключателем. Когда Баттер приближается к нему, его останавливает Судья и игроку предоставляется выбор: сражаться бок о бок с Судьёй и отказаться от Баттера или остаться на стороне Баттера и бороться против Судьи. Выбирая Баттера и успешно победив Судью, Баттер, сможет щёлкнуть выключателем, который сообщает «Переключатель теперь в положении OFF», после чего игра завершается. Выбирая Судью, игрок успешно побеждает Баттера, который в глазах Судьи будет виден в другой, более жуткой форме. После всего этого, Кукловод в последний раз видит Судью, проходящего через очищенные зоны.

## Процесс разработки
Georis вдохновлялся Silent Hill, Killer7, Final Fantasy, и Myst создавая OFF. В англоязычном сообществе OFF сравнивают с Mother, хотя создатель игры назвал это совпадение случайным.

## Критика
Игра OFF получила высокую оценку за свой сюжет, персонажей и атмосферу. Хайди Кемпс из журнала PC Gamer описала игру как «незабываемую и запоминающуюся RPG, наполненную хитрыми загадками, причудливой символикой, и сложными тематическими элементами». Адам Смит на сайте Rock, Paper, Shotgun высоко оценил жутковатый мир игры и рекомендовал её читателям блога, сравнив с игрой Стивена Гиллмерфи Space Funeral.